# 玉米茶
玉米茶（韓語：옥수수차）是用玉米制成的韩国茶。 而玉米须茶（韓語：옥수수수염차） 則是用玉米须制成的茶。玉米须茶可由玉米粒、玉米须或两者混合制成。 这种無咖啡因茶是冬季流行的热饮。 
在江原道，玉米茶被称为—— 在江原道方言中意为「玉米」——大多数家庭在深秋和冬季都会食用这种食物。 

## 准备
玉米茶一般使用晒干烘烤后的玉米粒制作。烘烤過後的的玉米粒會放水中煮，直至水色变黄。 最后煮好的茶會过滤起來、並把玉米丟掉。虽然玉米茶本身就很甜，但有时會加糖，以便讓口味更甜。 
烤玉米粒在韩国的杂货店、传统市场、超市、以及国外的韩国杂货店均有销售。市面上也有售含有玉米粉的茶包。 

## 画廊

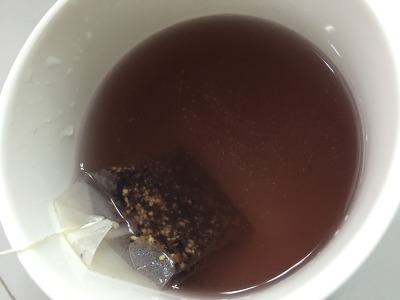
紫玉米茶茶包
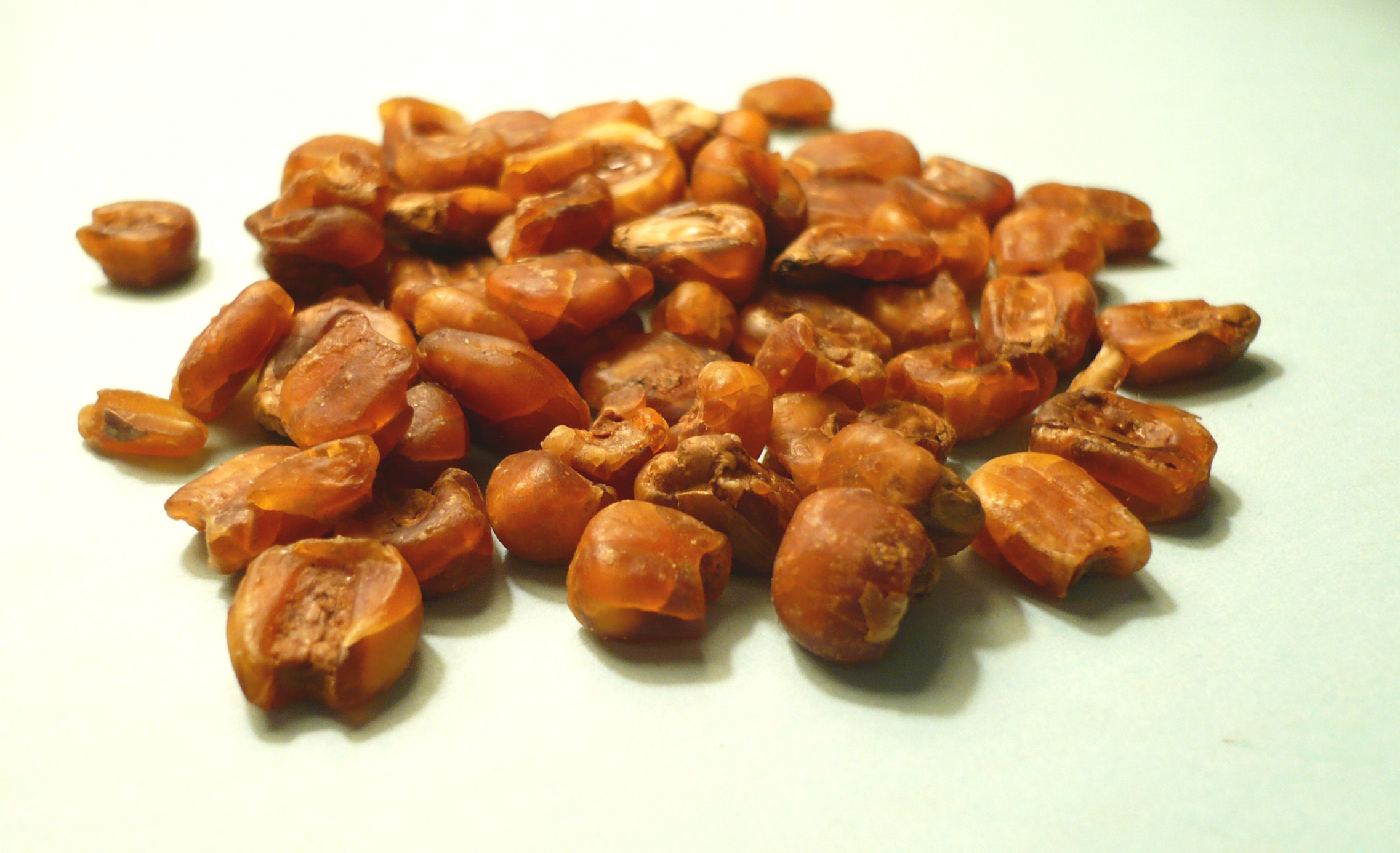
烤玉米粒
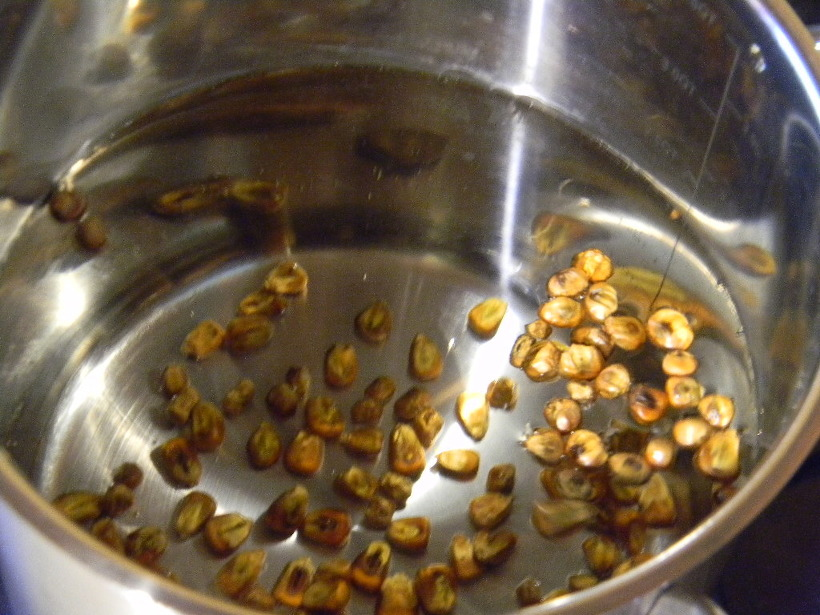
煮烤玉米粒